# El Molino, Ahome
El Molino är en ort i Mexiko.   Den ligger i kommunen Ahome och delstaten Sinaloa, i den västra delen av landet, 1 300 km nordväst om huvudstaden Mexico City. El Molino ligger 10 meter över havet och antalet invånare är 199.
Terrängen runt El Molino är huvudsakligen platt, men österut är den kuperad. Runt El Molino är det ganska tätbefolkat, med 83 invånare per kvadratkilometer. Närmaste större samhälle är Ahome, 13,5 km sydost om El Molino. Trakten runt El Molino består till största delen av jordbruksmark.